# Biserica romano-catolică din Hodoșa
Biserica romano-catolică din Hodoșa, cu hramul Sfântul Mihai, este un monument istoric aflat pe teritoriul satului Hodoșa, comuna Hodoșa. În Repertoriul Arheologic Național, monumentul apare cu codul 117514.01.

## Localitatea
Hodoșa (în maghiară Székelyhodos) este satul de reședință al comunei cu același nume din județul Mureș, Transilvania, România.
Satul Hodoșa este atestat documentar în anul 1332 cu numele Hudus.

## Biserica
Biserica romano-catolică, menționată deja în 1332, a fost reconstruită în stil gotic în secolul al XV-lea. A fost reconstruită (mărită) între 1763 și 1768. Turnul bisericii a fost construit în anul 1754.

## Imagini din exterior

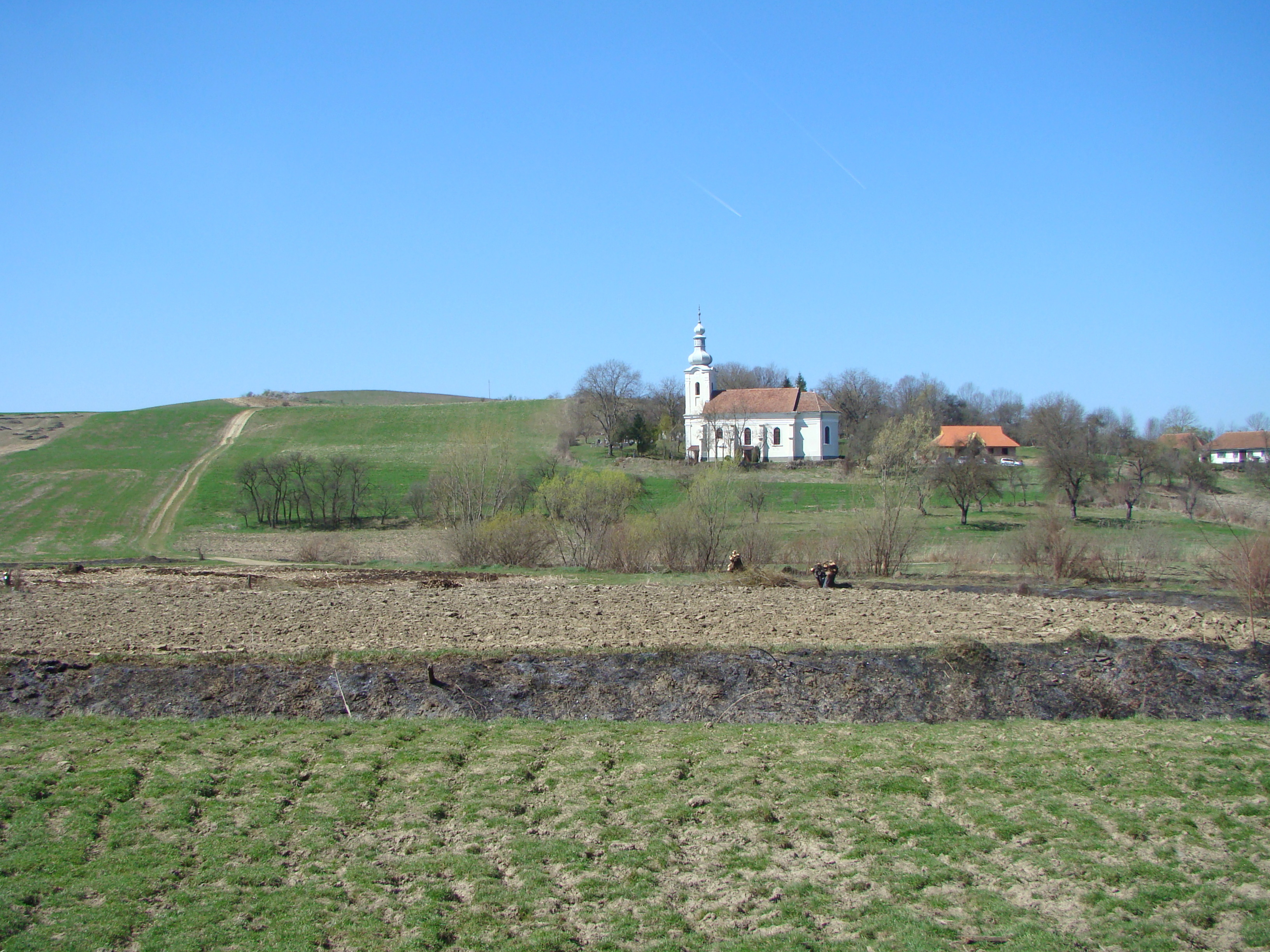
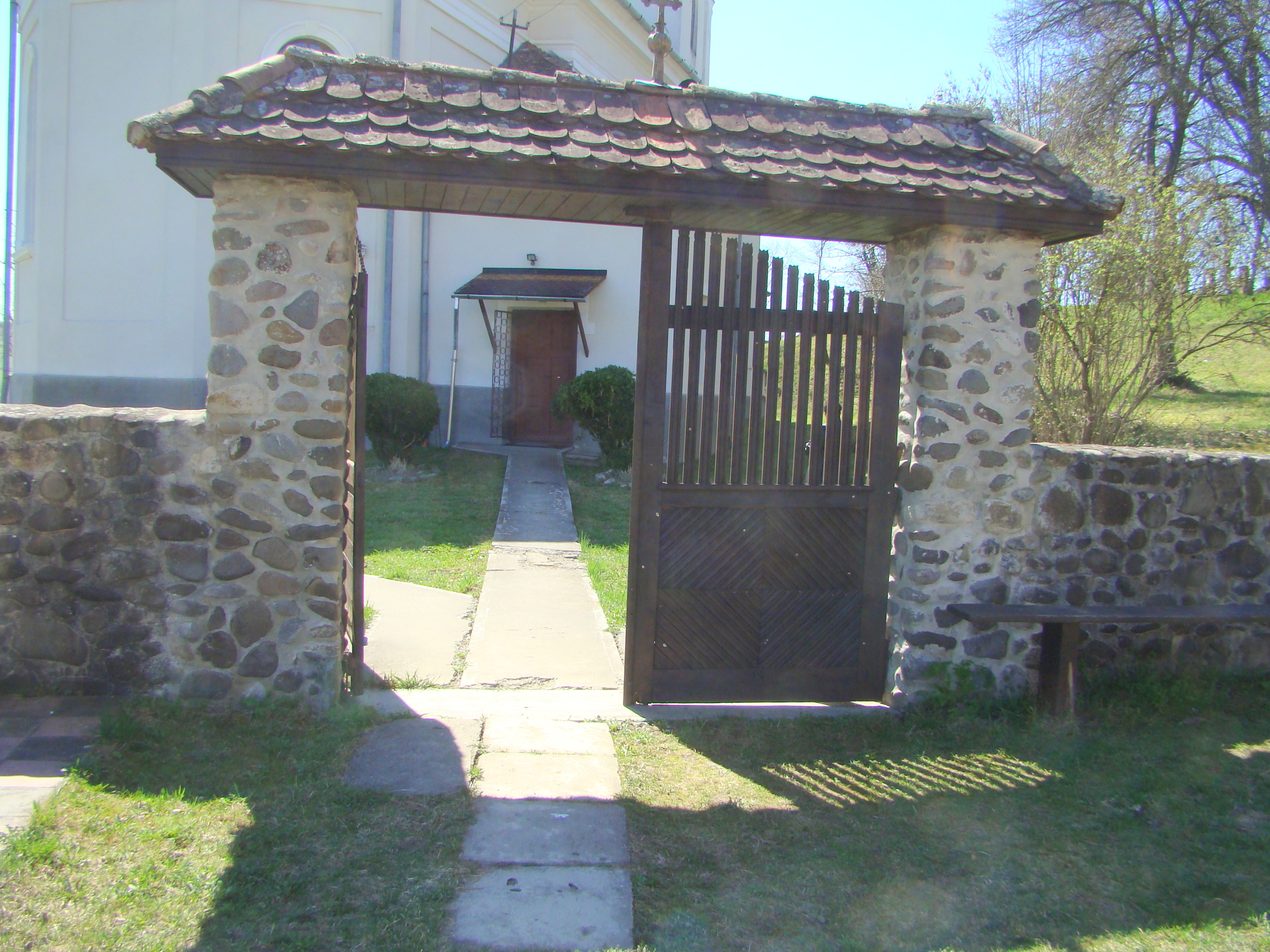
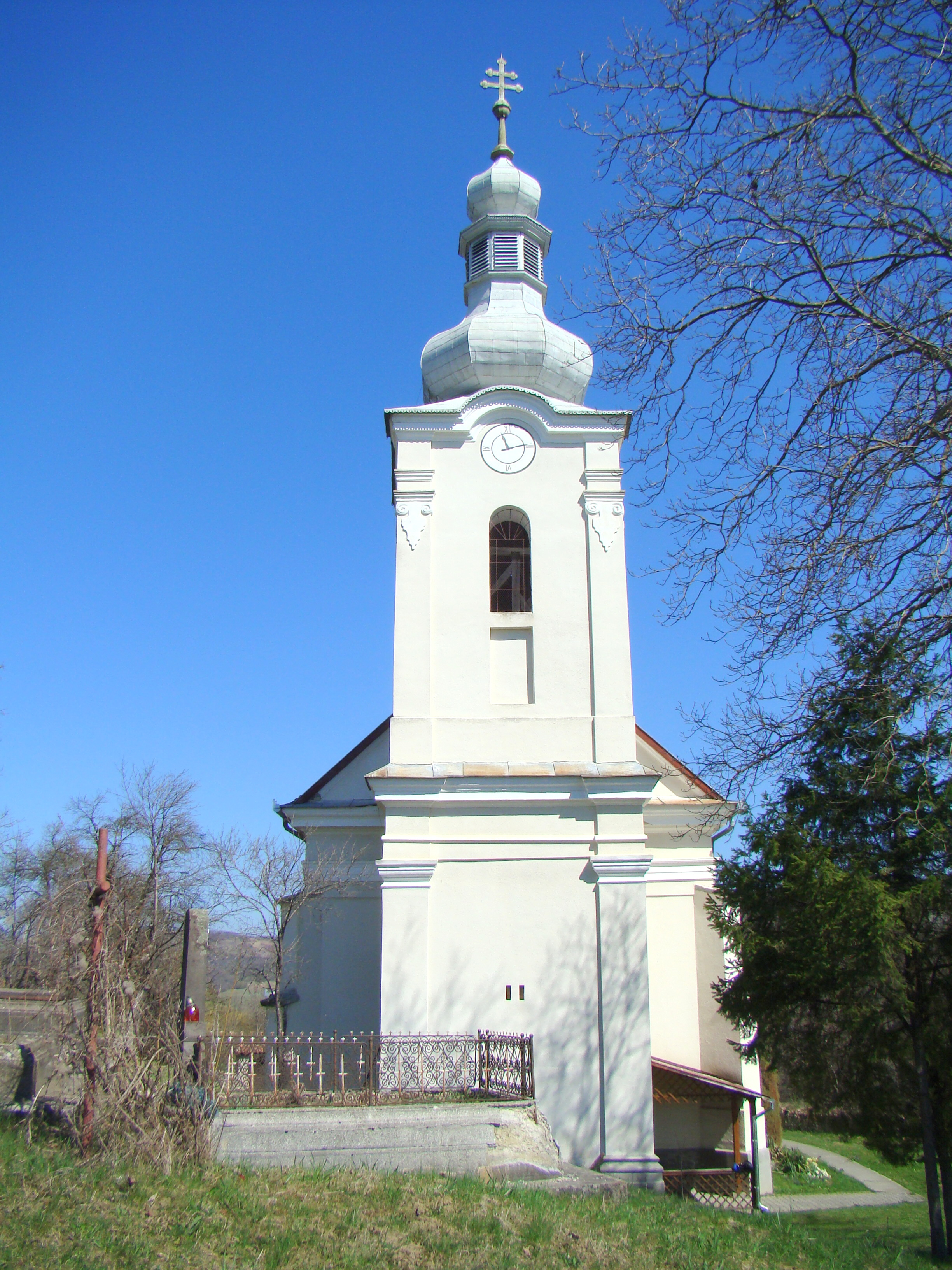
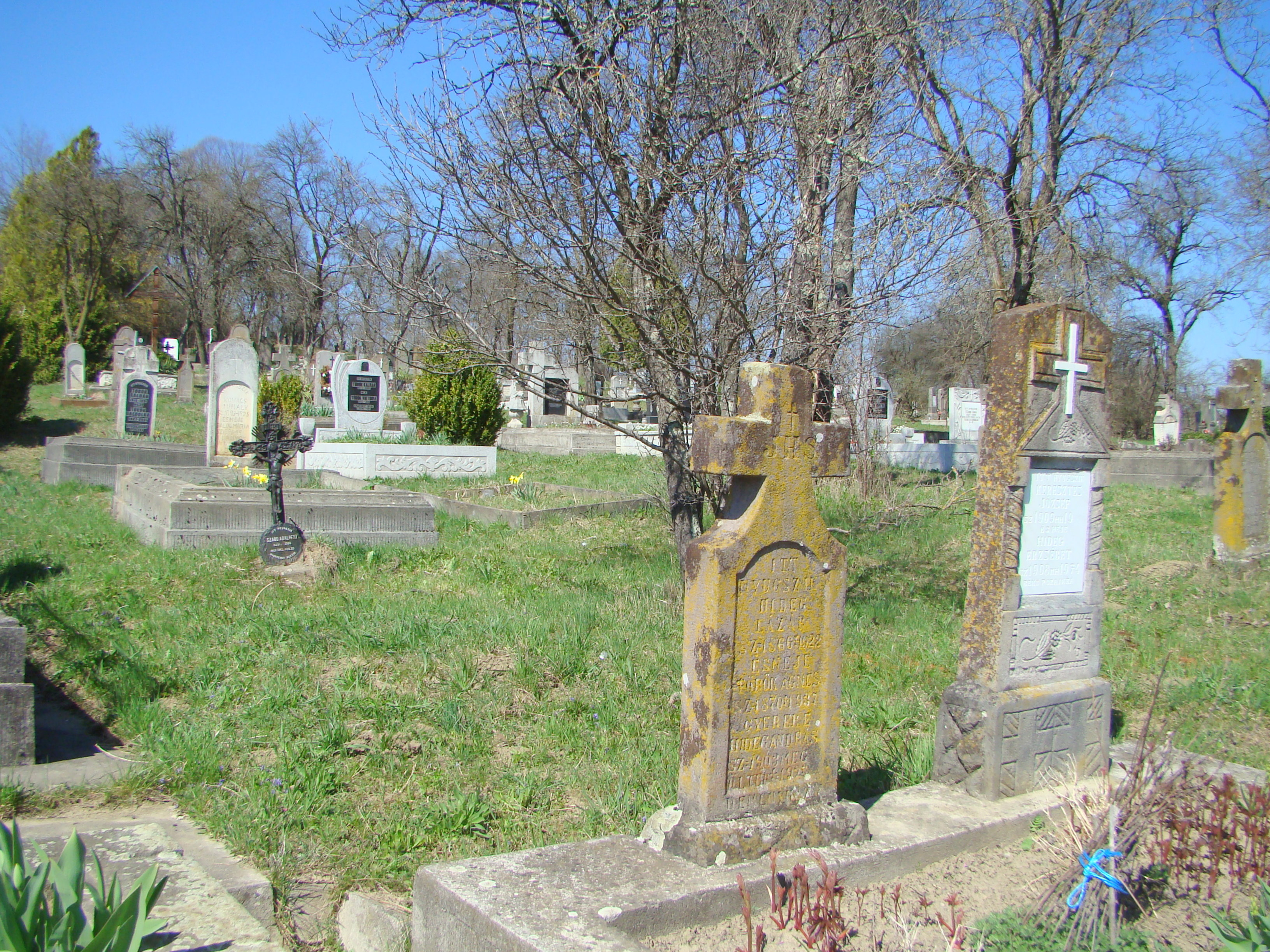
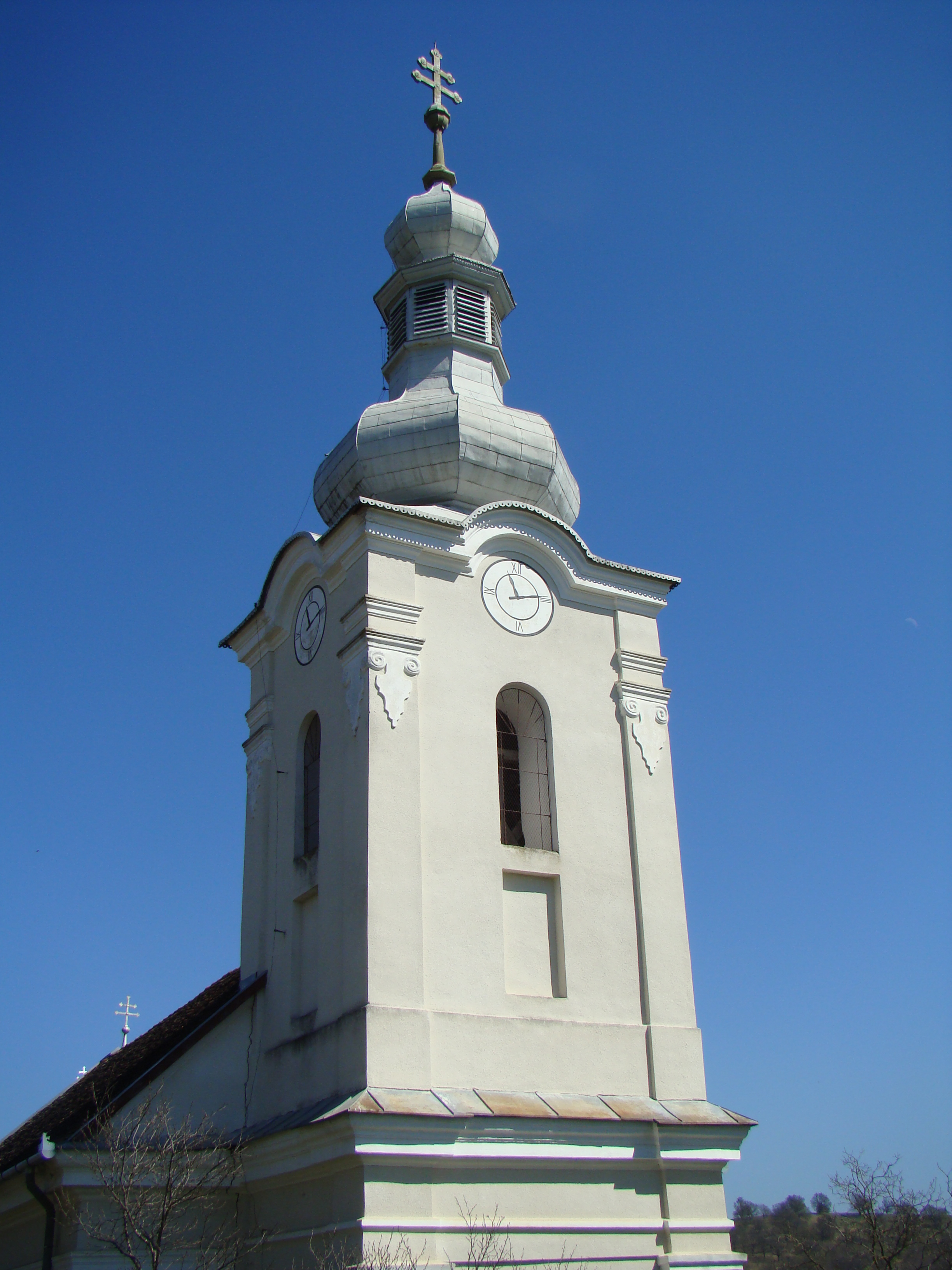
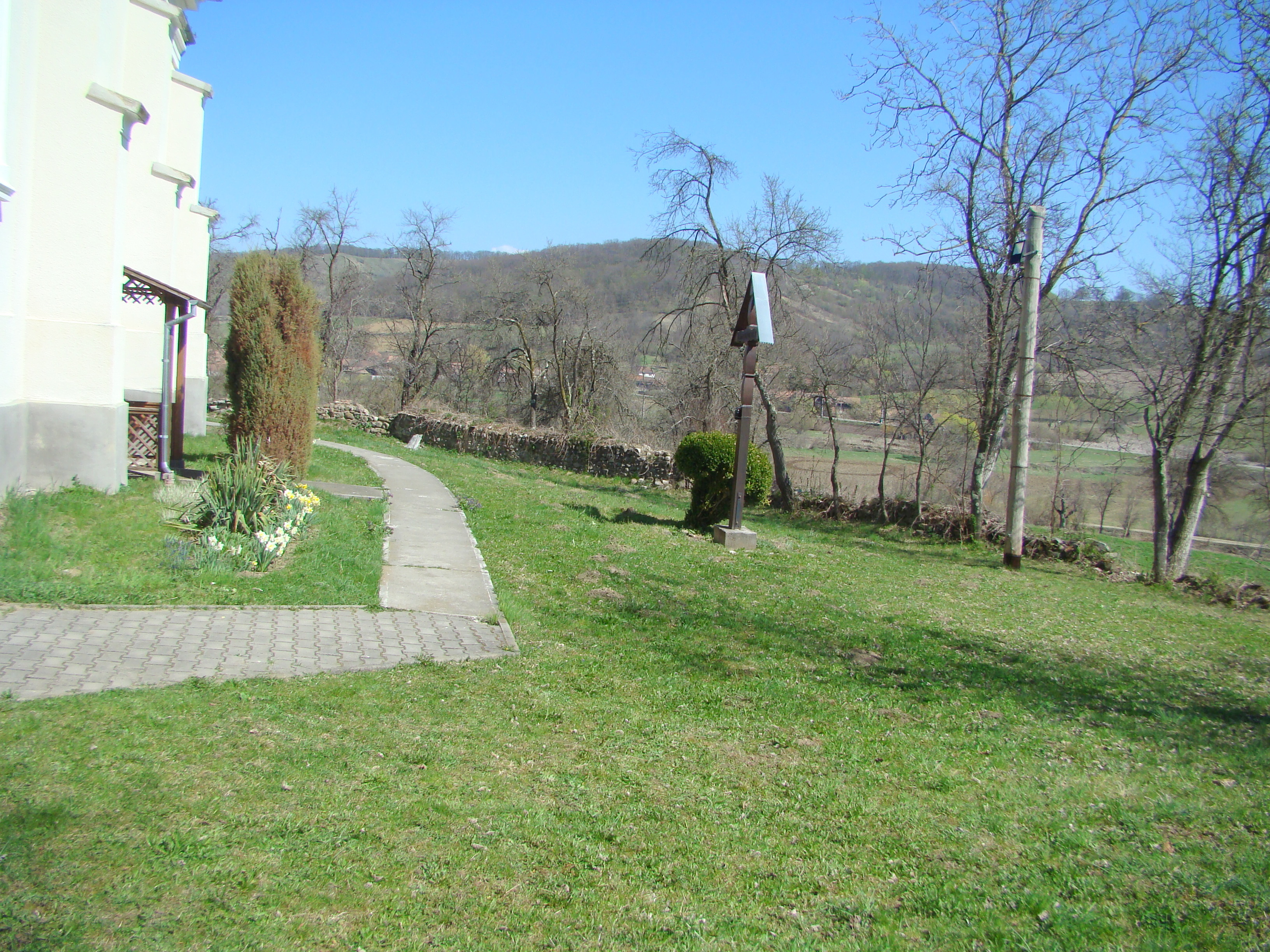
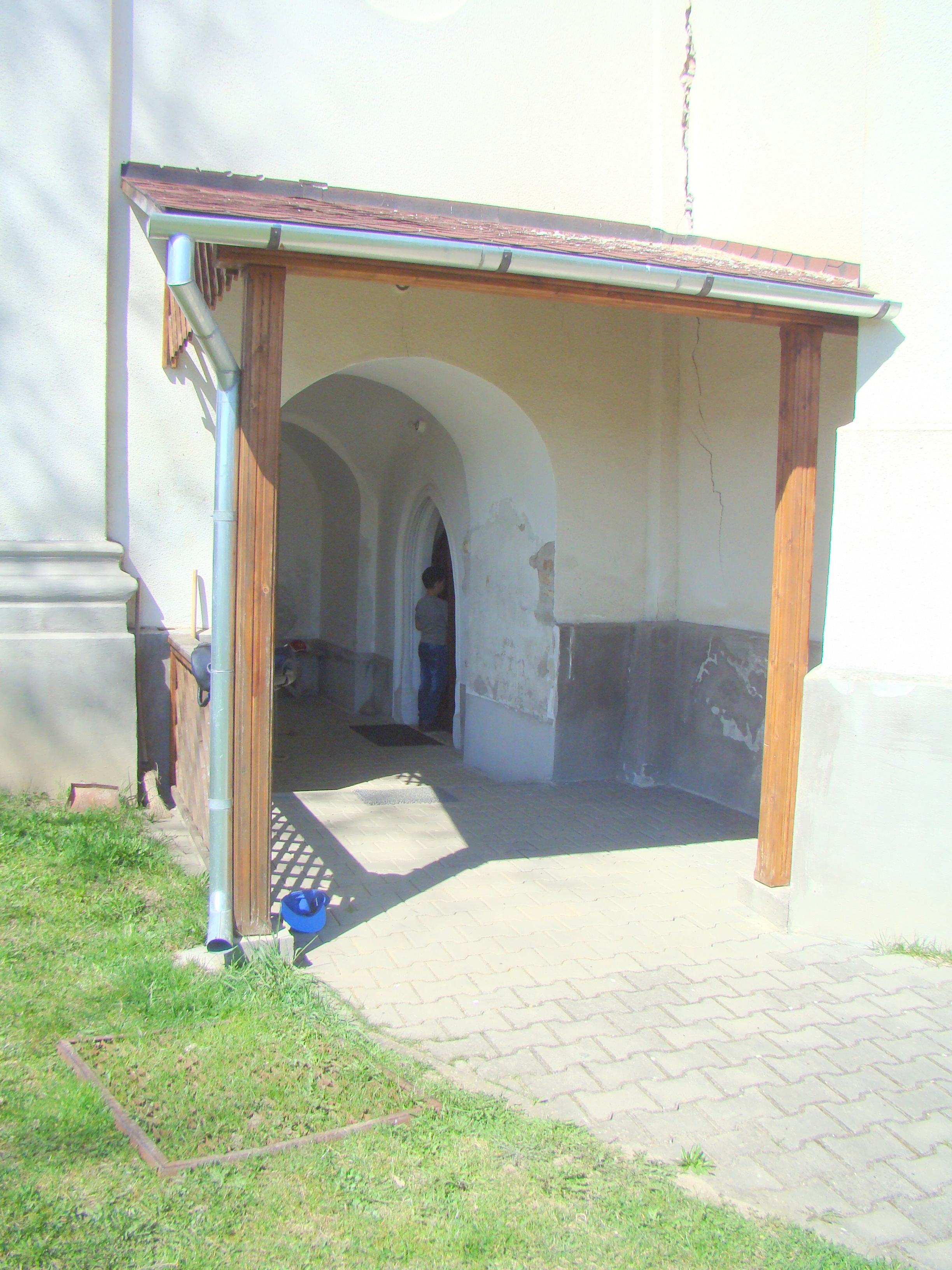
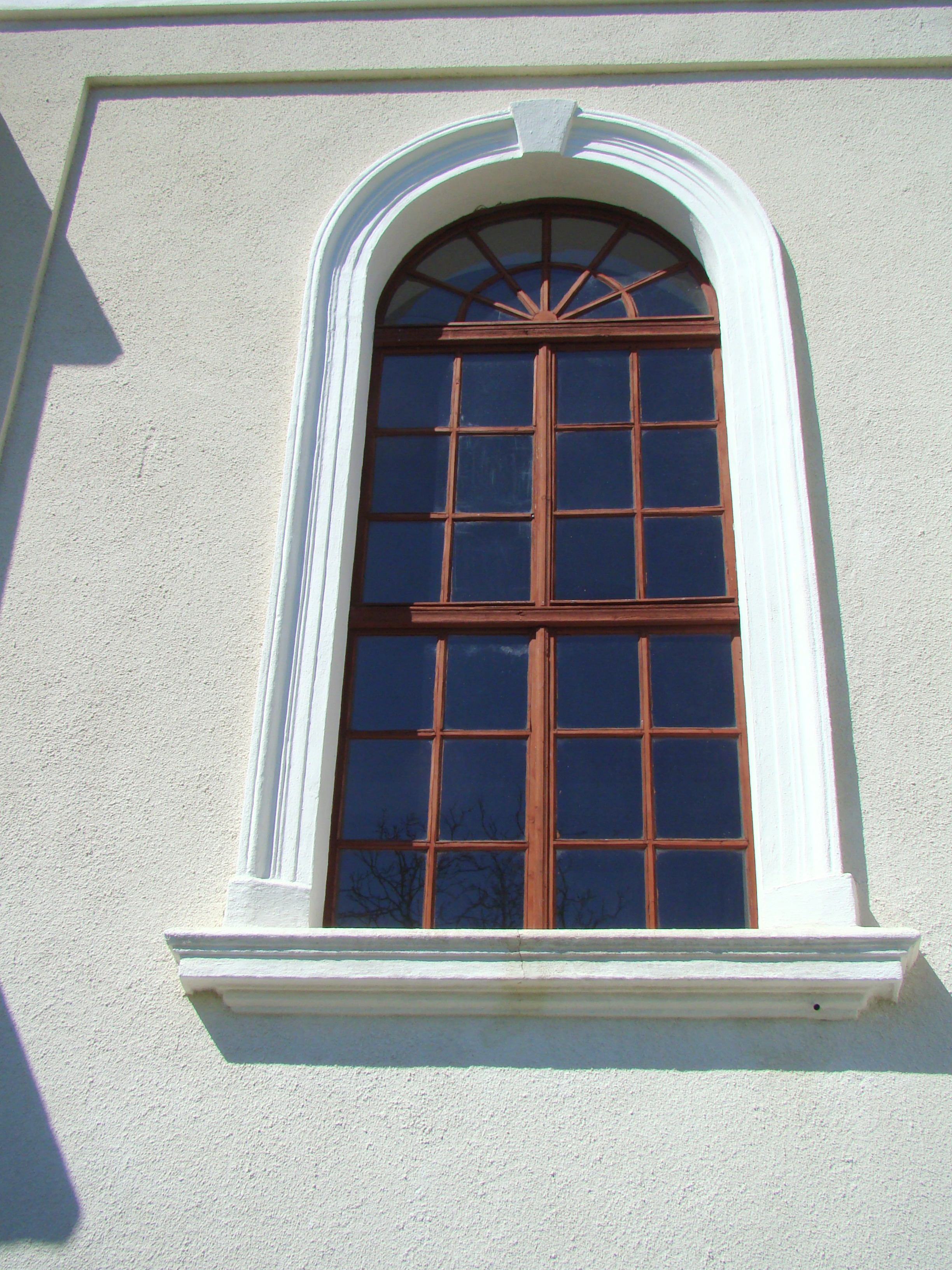
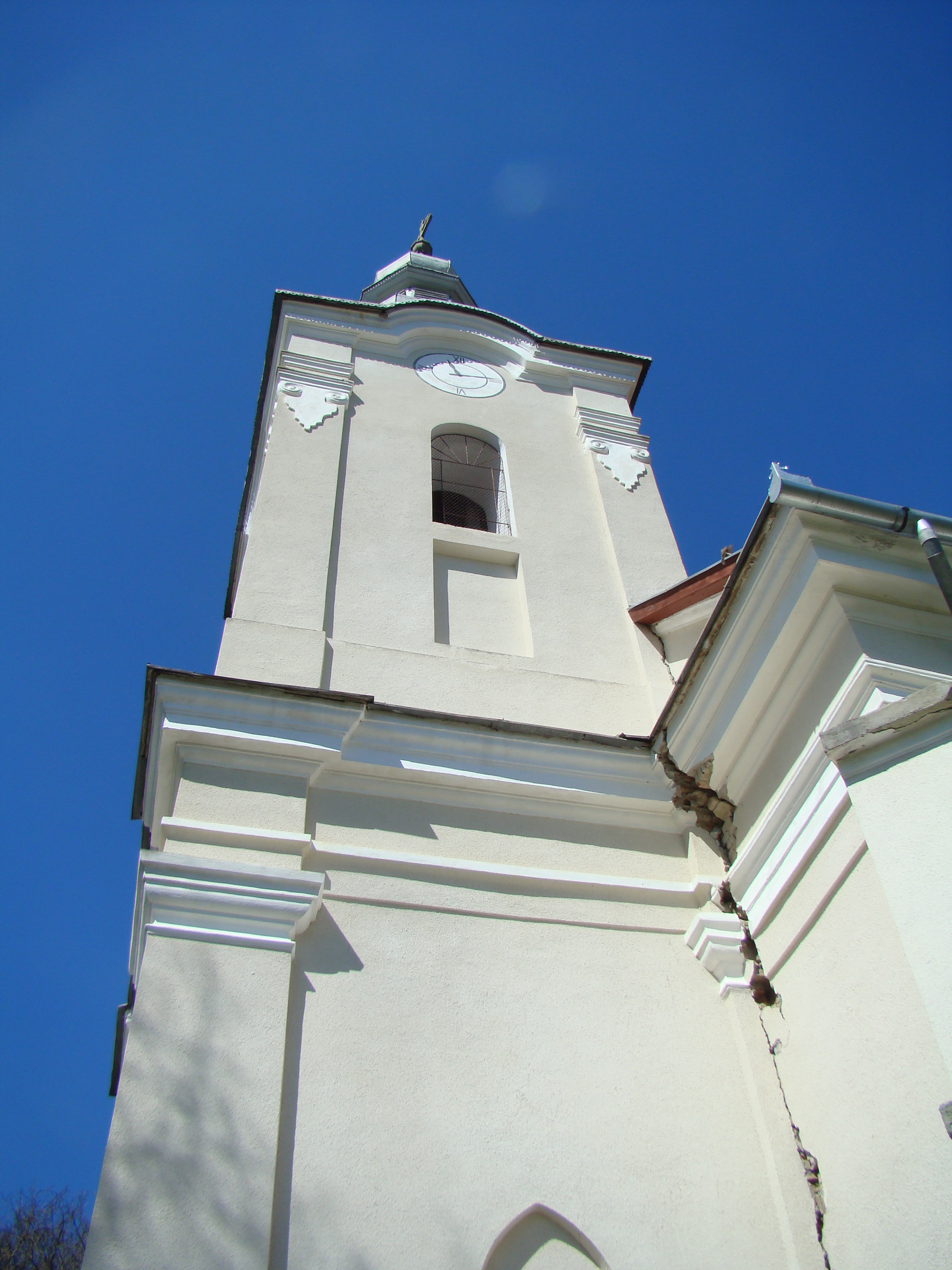
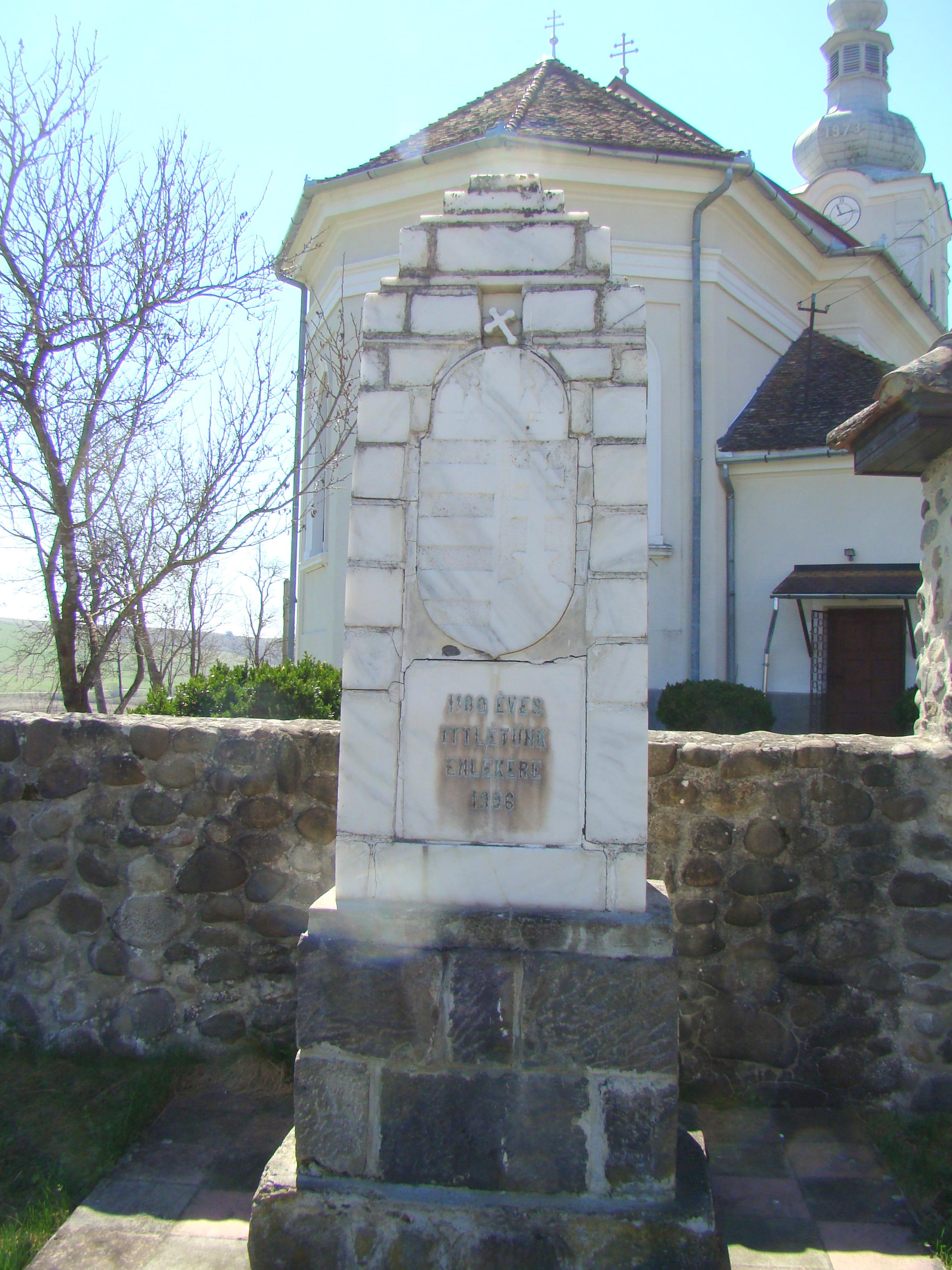
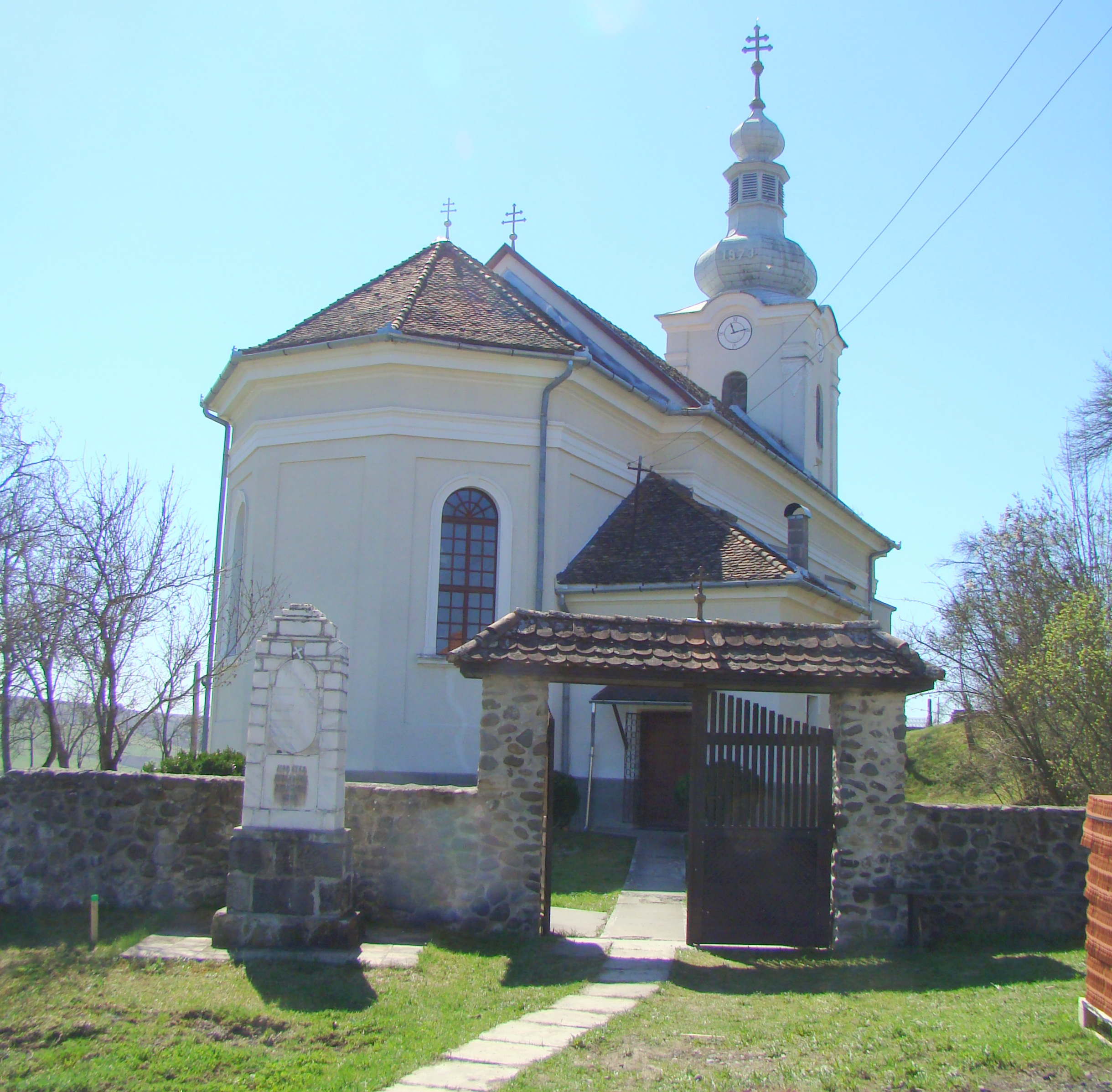
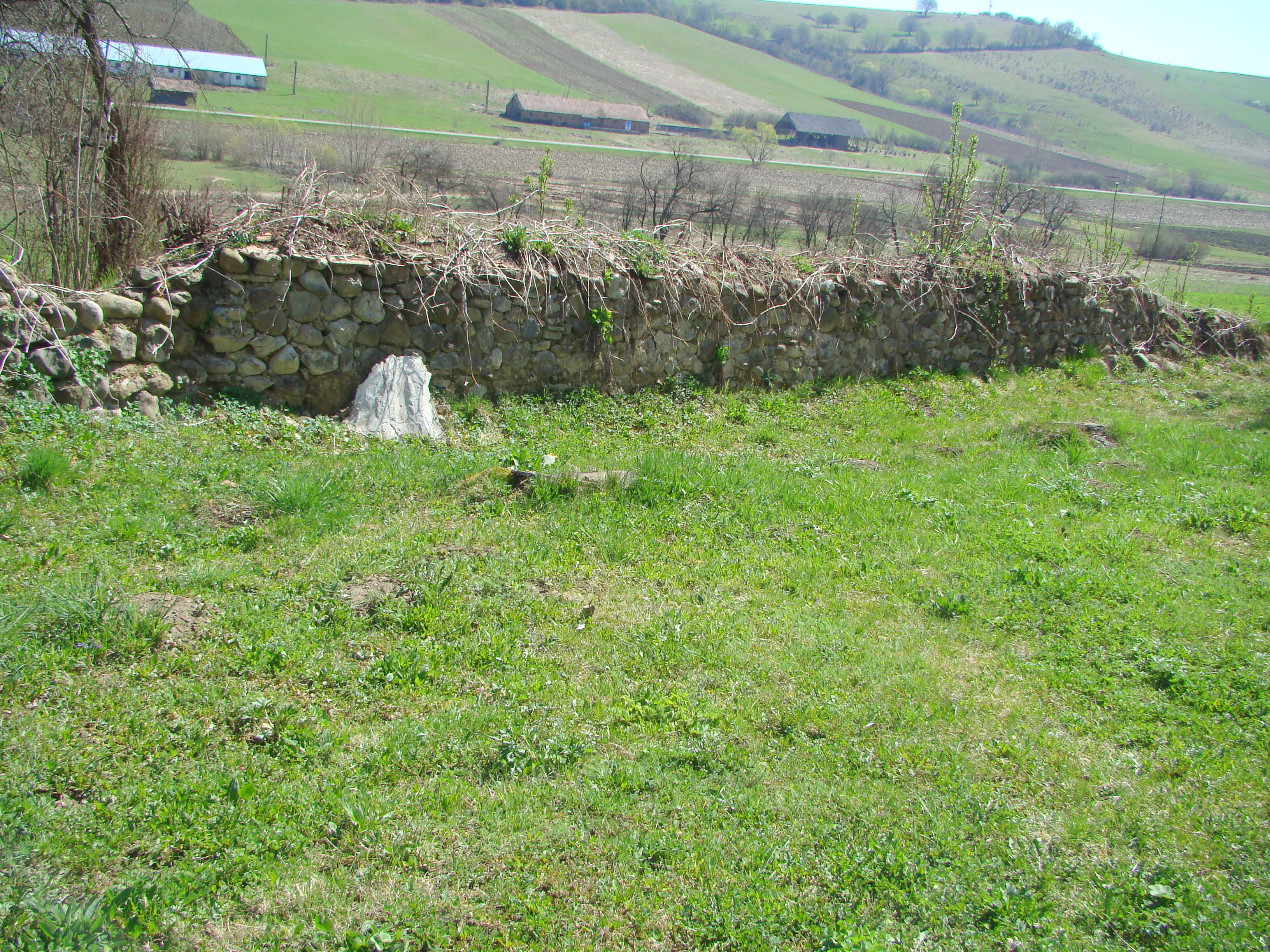
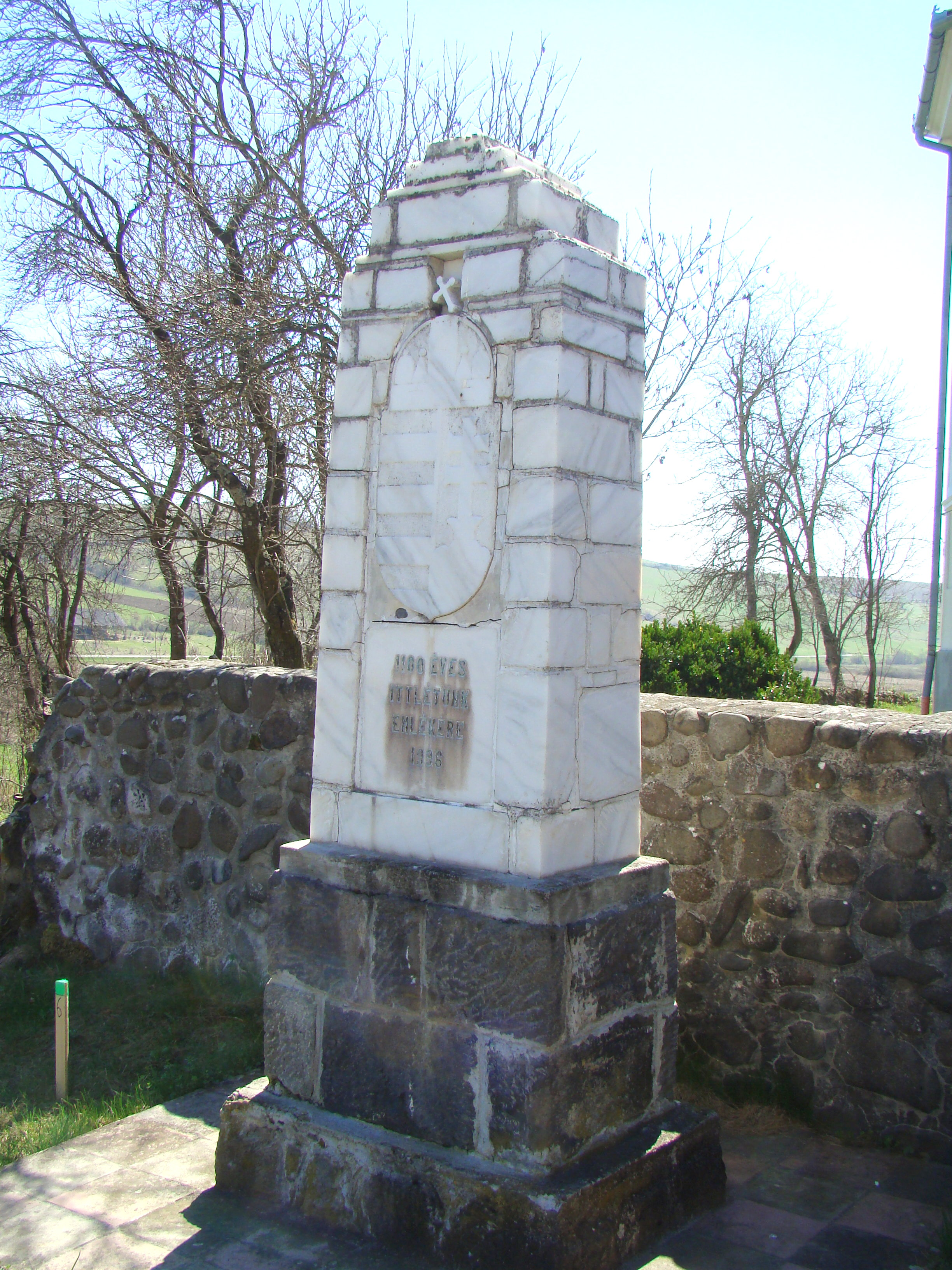
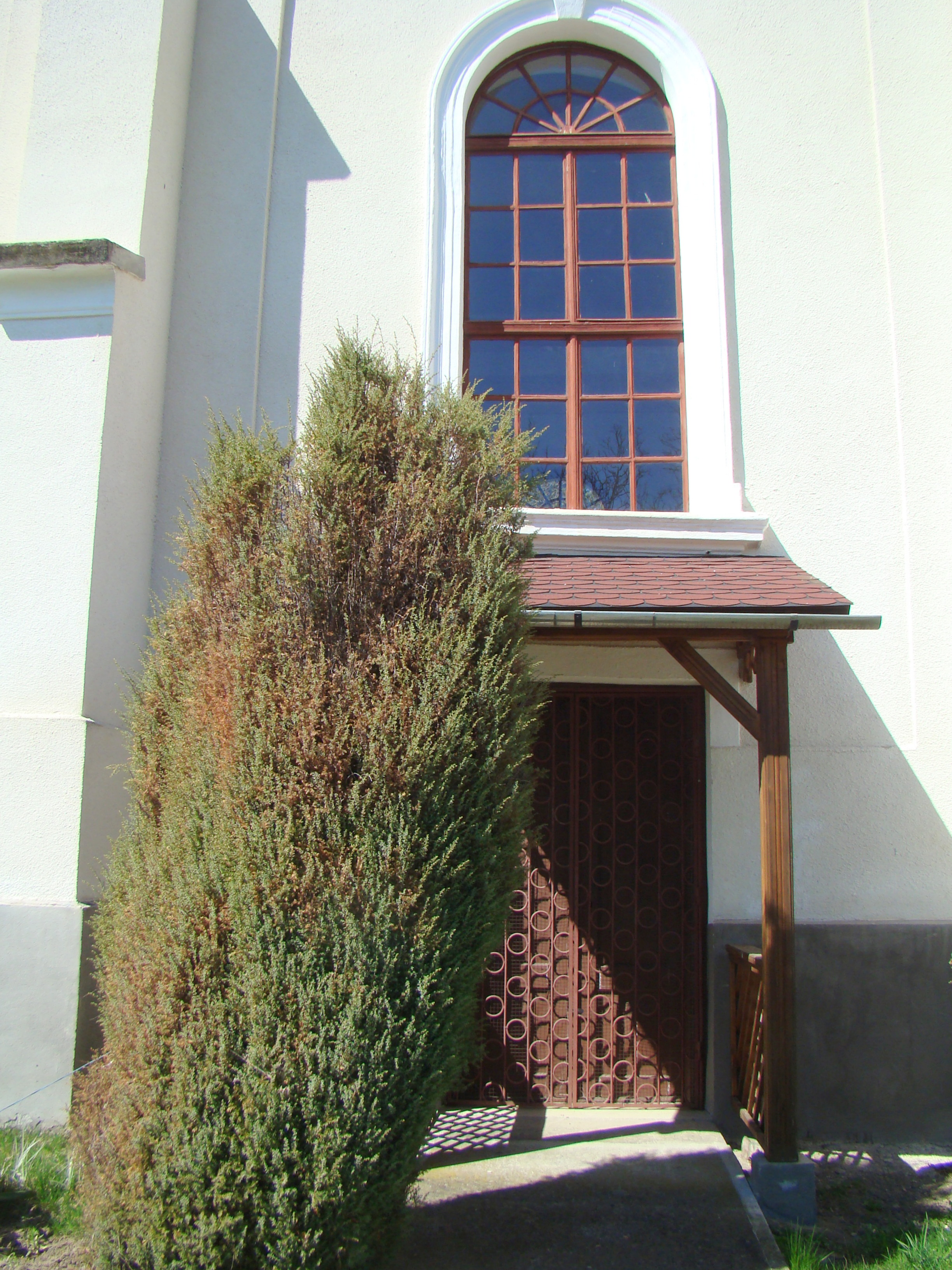
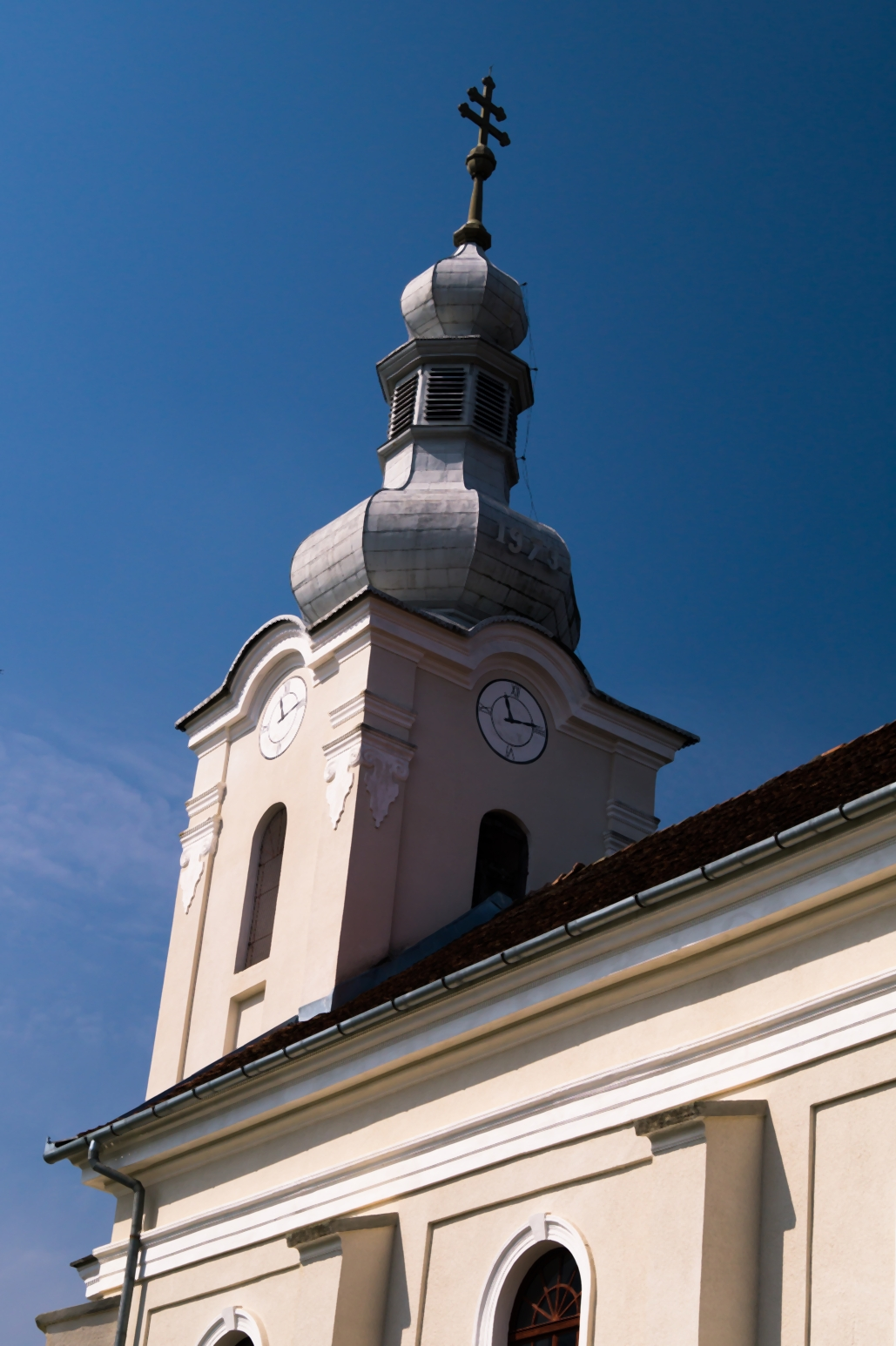
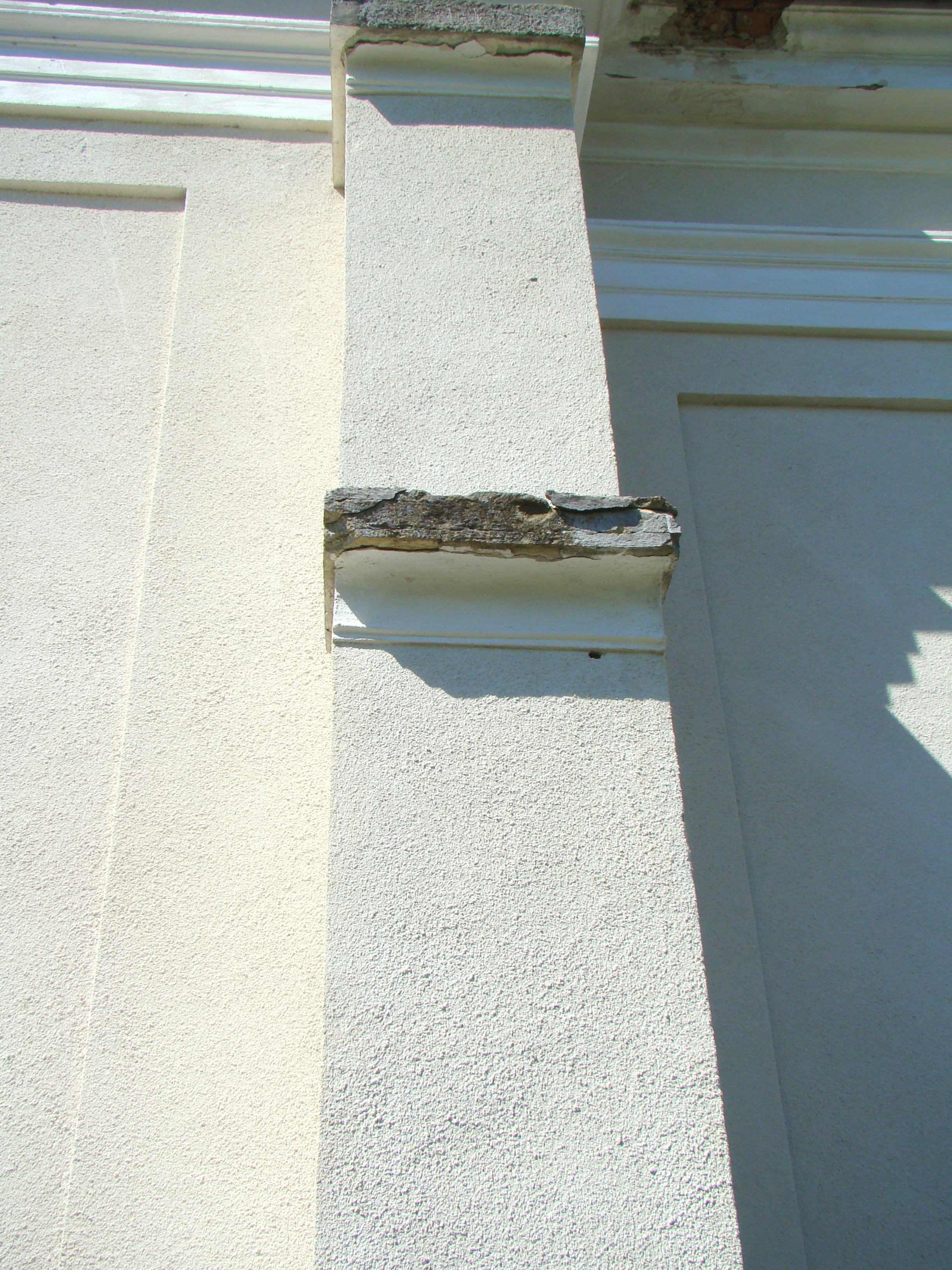
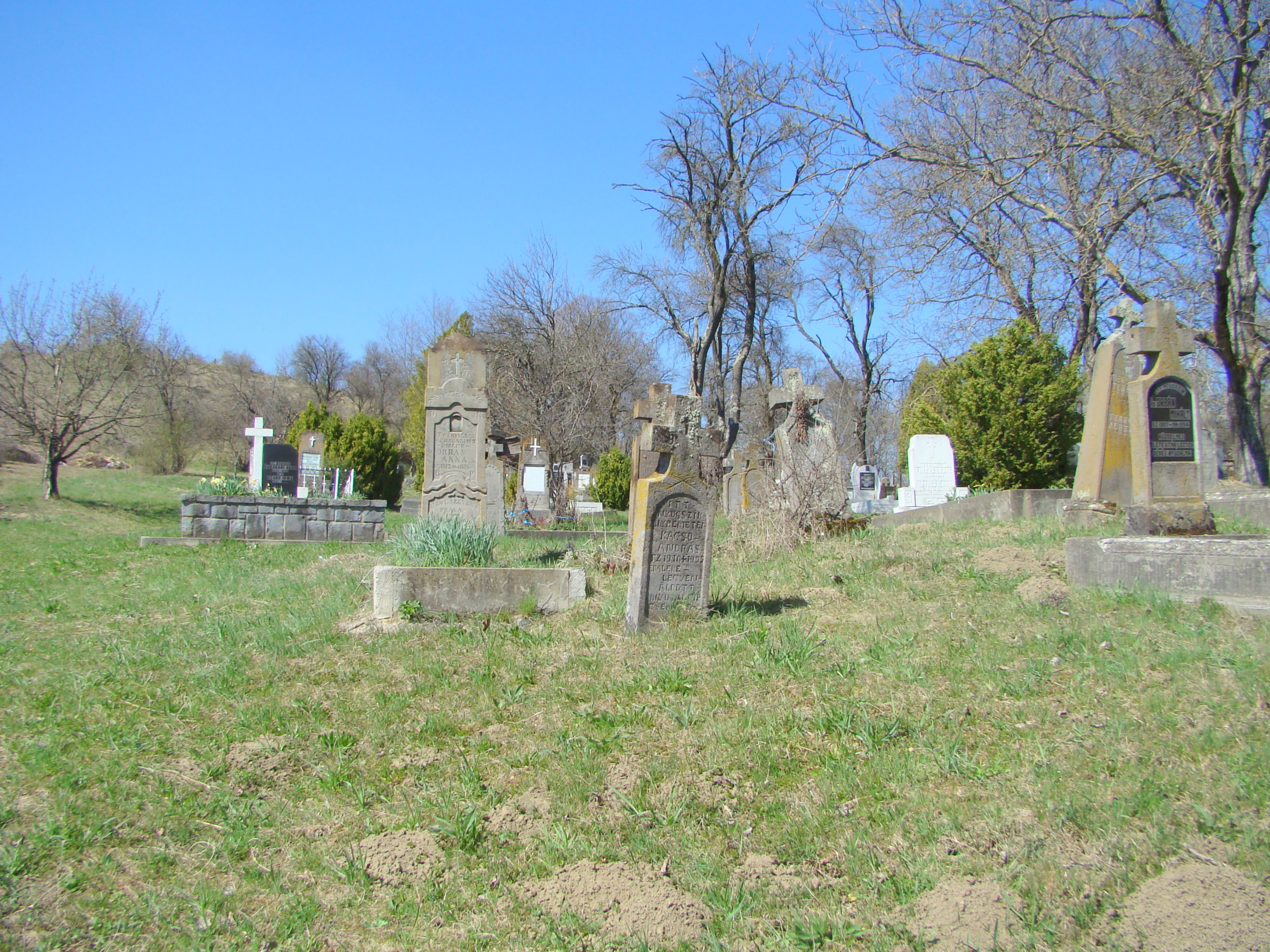
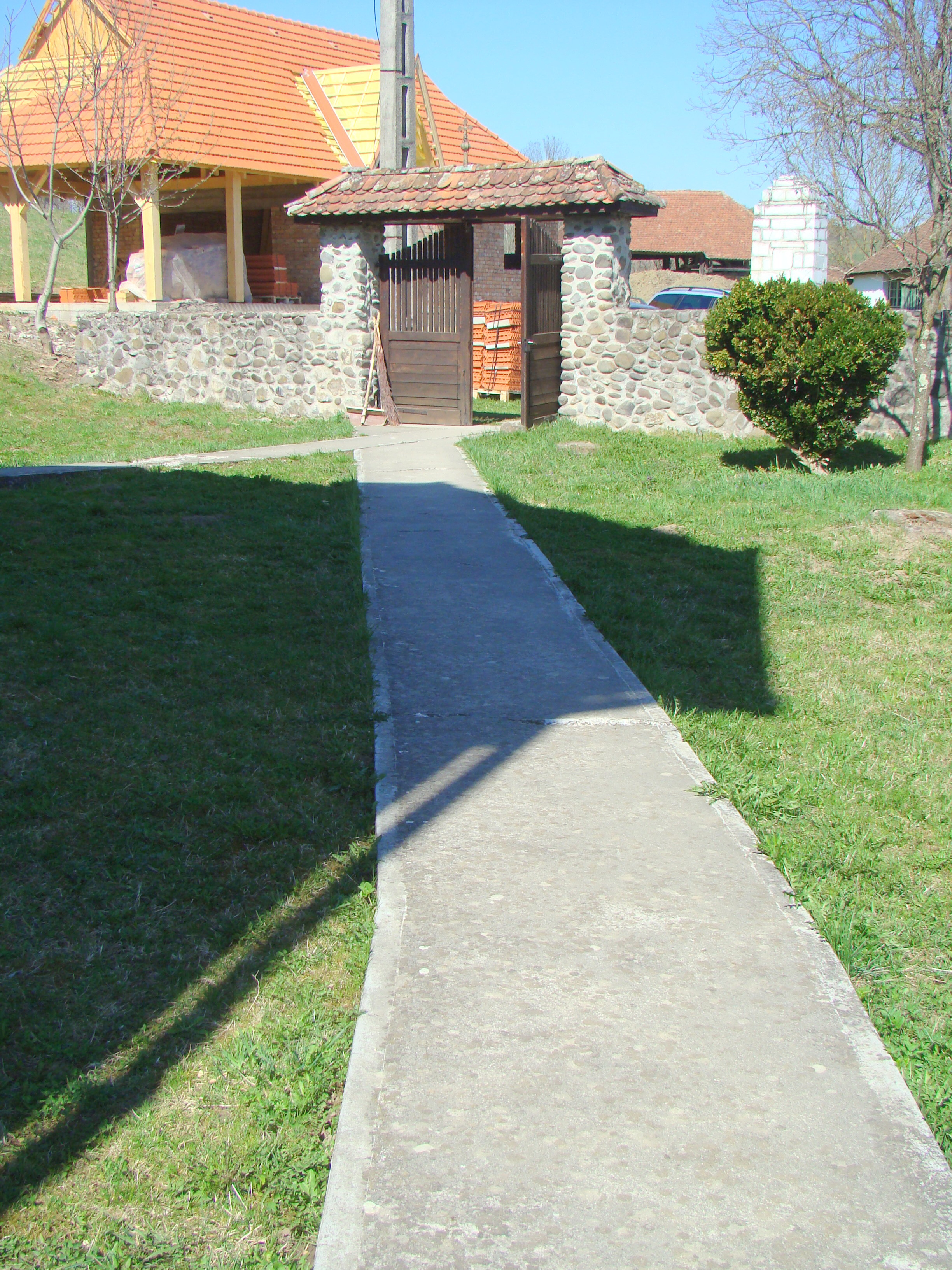
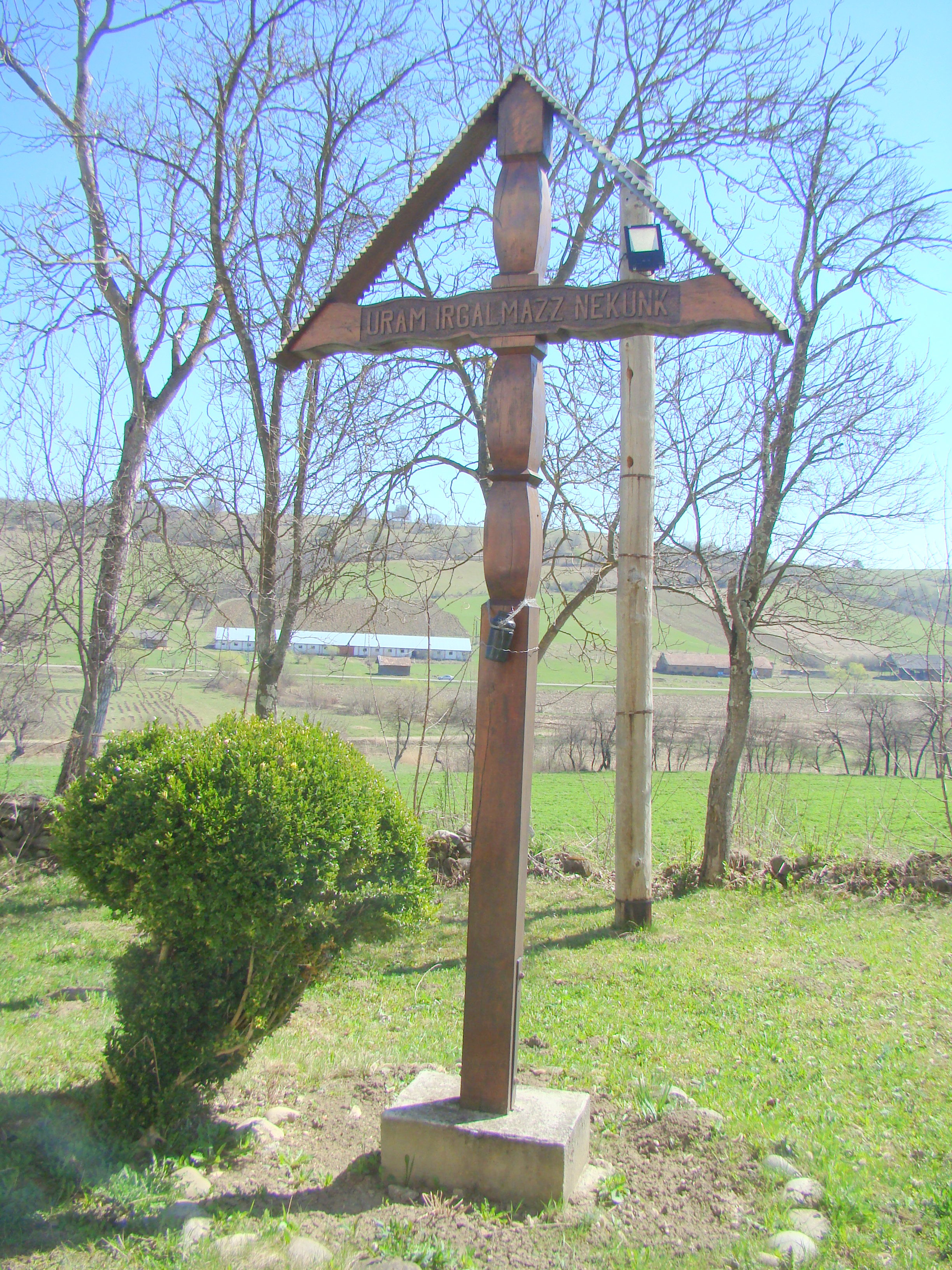
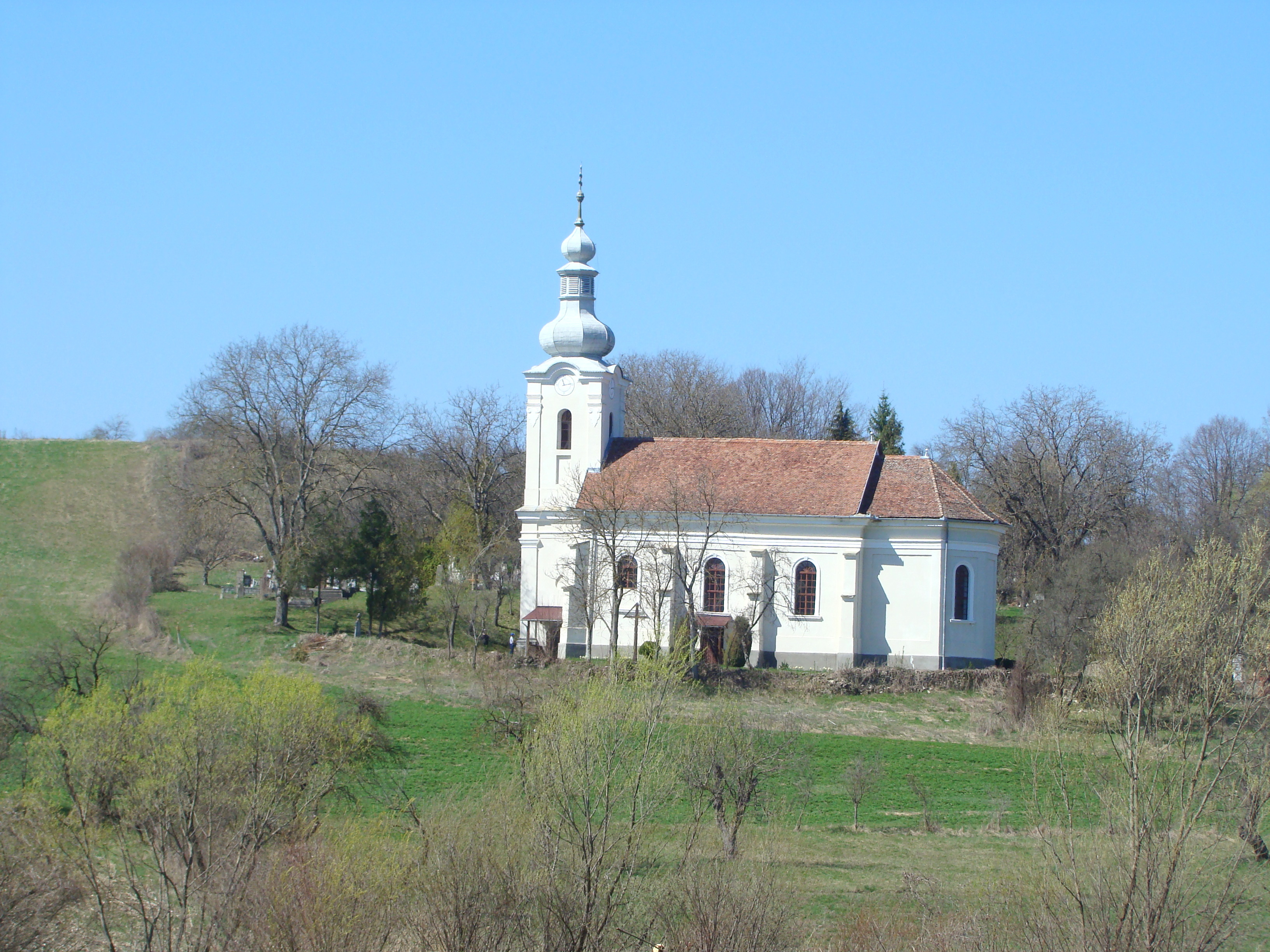